# Азиатская компания

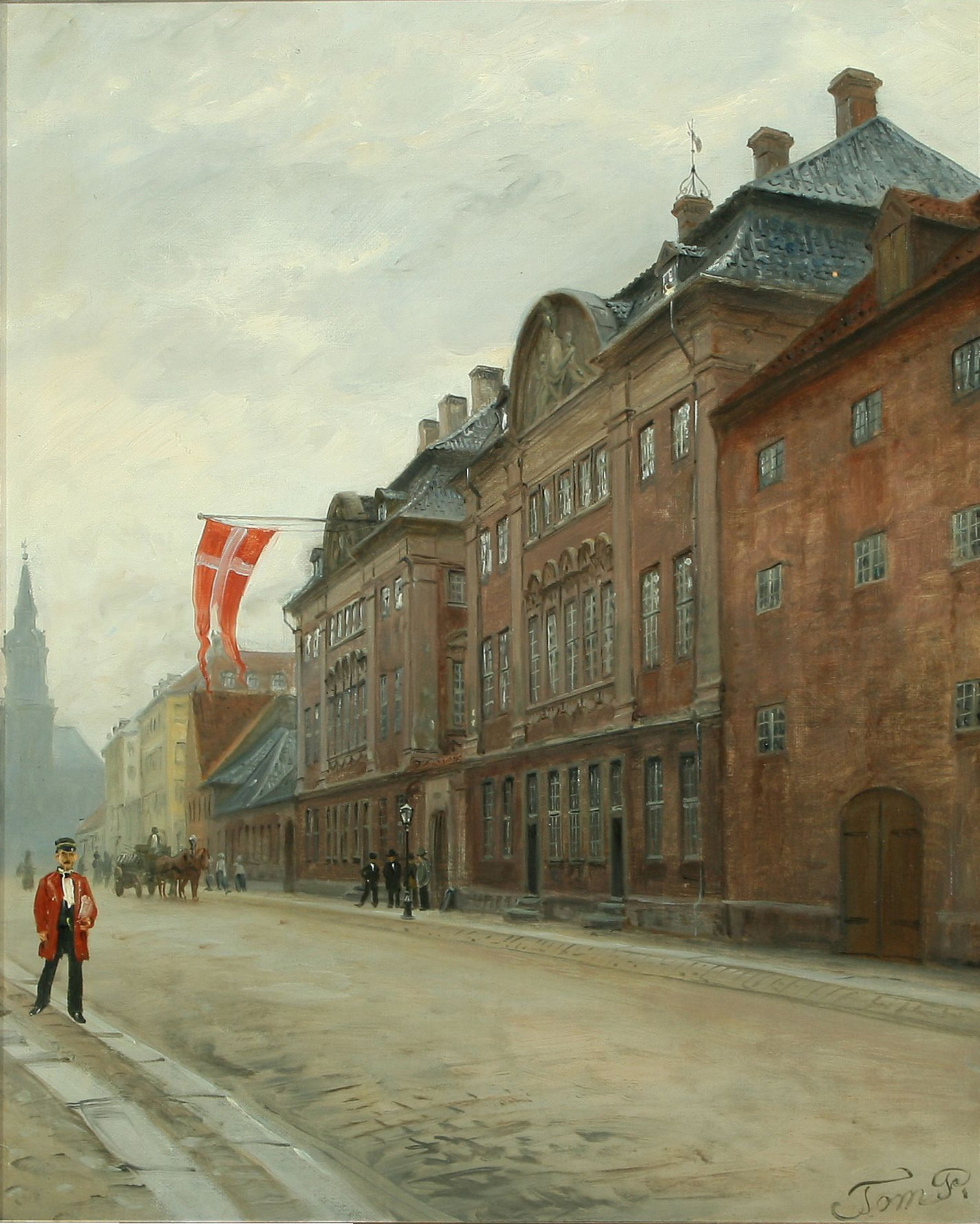
Здание Азиатской компании.
Худ. П. Том-Петерсен (1888)

Азиатская компания (дат. Asiatisk Kompagni) — датская торговая компания, созданная в XVIII веке для ведения торговли с Индией и Китаем.

## История
Азиатская компания была основана в 1732 году (по другим данным — в 1730 году) в основном бывшими акционерами пришедшей в упадок Датской Ост-Индской компании и, согласно королевской привилегии, получила монопольное право на ведение торговли со странами, расположенными в районе Индийского океана, и Китаем.
В организационном плане компания представляла собой акционерное общество, крупнейшими акционерами которого являлись копенгагенские купцы. Акционерный капитал компании состоял из 100 тыс. риксдалеров и был поделён на 400 акций по 250 риксдалеров каждая.
Торговля осуществлялась путём отправки морских экспедиций, которые везли с собой серебро для закупки в Индии хлопчатобумажных тканей, а также чая и фарфора в китайском Кантоне. Расходы на организацию экспедиций несли акционеры согласно количеству имеющихся у них акций. Снаряжение кораблей было делом дорогостоящим, однако предприятие, как правило, было весьма выгодным. После возвращения экспедиций товары продавались с торгов в Копенгагене, где их часто скупали иностранные торговцы, особенно голландские.
В период с 1732 по 1807 год компания процветала. В то время Копенгаген являлся крупным центром ост-индской и китайской торговли, и компания в те моменты, когда Дания в ходе европейских военных конфликтов сохраняла нейтралитет, получала значительную прибыль. В период с 1734 по 1745 год в Данию было ввезено товаров на сумму 9,1 млн риксдалеров. В эти годы было отправлено 15 кораблей в Ост-Индию и 17 в Китай, а с 1746 по 1765 год их число выросло до 27 и 38 кораблей соответственно.
После истечения в 1772 году срока действия привилегии торговля с Ост-Индией стала свободной, однако за компанией на 20 лет было закреплено право взимать с частных лиц, отправляющих корабли в этот регион, определённую сумму. Свои ост-индские владения компания в 1777 году уступила датскому государству и сконцентрировала усилия на импорте чая из Китая.
Начавшаяся в 1807 году война с Англией нанесла непоправимый урон торговле компании. После её окончания ею было организовано несколько экспедиций, однако они не окупились. В 1844 году привилегия компании была упразднена, а торговля с Китаем стала свободной для всех датчан.
Резиденция компании располагалась в Копенгагене на улице Страндгаде в квартале Кристианхавн. До наших дней сохранилось здание конторы, построенное в 1738 году, и пакгаузы.